# The Beatles (No. 1)
The Beatles (No. 1) ist eine am 1. November 1963 veröffentlichte EP der britischen Rockband The Beatles. Es war die dritte EP der Beatles, die auf Parlophone veröffentlicht wurde. Alle vier Titel der EP stammen vom Album Please Please Me, dem Debütalbum der Gruppe. Die EP erschien ausschließlich in Mono.

## Hintergrund
Zum Zeitpunkt der Veröffentlichung ihrer dritten britischen EP hatten sich die Beatles als dominierende musikalische Kraft in Großbritannien etabliert. Ihr Debütalbum Please Please Me war seit Mai 1963 auf Platz 1 der britischen Album-Charts, die gleichnamige Single hatte Platz 2 der Single-Charts erreicht, die folgenden Singles From Me to You und She Loves You führten die Hitparade monatelang an. Beide EPs der Gruppe schafften es auf Platz 1 der EP-Charts und konnten sich zudem noch in den Singles-Charts platzieren. Zum Zeitpunkt der Veröffentlichung von The Beatles (No. 1) belegten die vorher erschienenen Beatles-EPs noch Platz 1 und 2 der EP-Charts. Die beste Platzierung von The Beatles (No. 1) war der zweite Platz.
Insgesamt hielt sich The Beatles (No. 1) 29 Wochen in den EP-Charts, davon 11 Wochen in den Top-3. In den Singles-Charts kam die EP bis auf Platz 19 im Melody Maker und bis auf Platz 24 im New Musical Express (NME).

## Covergestaltung
Das Foto des Covers stammt von Angus McBean. Es war eines der Fotos, die er für das Cover des Albums Please Please Me aufgenommen hatte. Auf der Rückseite des Covers ist ein Begleittext von Tony Barrow, dem Pressereferenten der Beatles, abgedruckt.

## Titelliste
Wie bereits bei Twist and Shout, der ersten britischen Beatles-EP stammten alle vier Lieder vom ersten Album der Gruppe. Die beiden Stücke der ersten Seite waren Kompositionen von John Lennon und Paul McCartney, die Stücke auf der zweiten Seite waren Coverversionen.
Seite 1
1. I Saw Her Standing There (McCartney/Lennon) a – 2:55
  - Erstmals veröffentlicht als Track 1 von Seite 1 des Albums Please Please Me, gesungen von Paul McCartney.
2. Misery (McCartney/Lennon) – 1:47
  - Erstmals veröffentlicht als Track 2 von Seite 1 des Albums Please Please Me, gesungen als Duett von John Lennon und Paul McCartney.

Seite 2
1. Anna (Go to Him) (Arthur Alexander) – 2:54
  - Erstmals veröffentlicht als Track 3 von Seite 1 des Albums Please Please Me, gesungen von John Lennon.
2. Chains (Gerry Goffin/Carole King) – 2:23
  - Erstmals veröffentlicht als Track 4 von Seite 1 des Albums Please Please Me, gesungen von George Harrison.

## Wiederveröffentlichungen
Die EP The Beatles (No. 1) wurde bis in die 1970er Jahre gepresst. Im Dezember 1981 erschien die EP als Teil des Boxsets The Beatles E.P.s Collection, das alle britischen EPs enthielt. Am 26. Mai 1992 erschien dieses Set mit dem leicht geänderten Titel The Beatles Compact Disc EP. Collection als CD-Ausgabe.